# معامله (مجموعه تلویزیونی)
معامله (کره‌ای: 거래؛ انگلیسی: The Deal) یک مجموعه تلویزیونی اینترنتی محصول کره جنوبی سال ۲۰۲۳ با بازی یو سونگ هو و یو سو بین است. این مجموعه بر پایه وب‌تونی با همین نام اثر وونام ۲۰ است و دربارهٔ دو مرد جوان است که به صورت تصادفی دوست خود را می‌ربایند.
این مجموعه نخستین بار در بخش آن اسکرین بیست و هشتمین جشنواره بین‌المللی فیلم بوسان در ۵ اکتبر ۲۰۲۳ به نمایش درآمد، جاییکه ۳ قسمت از ۸ قسمت پخش شد. این مجموعه همچنین برای استریم در ویو در کره جنوبی، فرایدی ویدیو در تایوان و ویکی در مناطق منتخب قابل دسترسی است.